# Jours de tonnerre
Pour plus de détails, voir Fiche technique et Distribution.
Jours de tonnerre (Days of Thunder) est un film américain réalisé par Tony Scott et sorti en 1990.
L'action se passe dans le milieu de la compétition automobile NASCAR. Il reçoit des critiques mitigées dans la presse mais un meilleur accueil au box-office.

## Synopsis

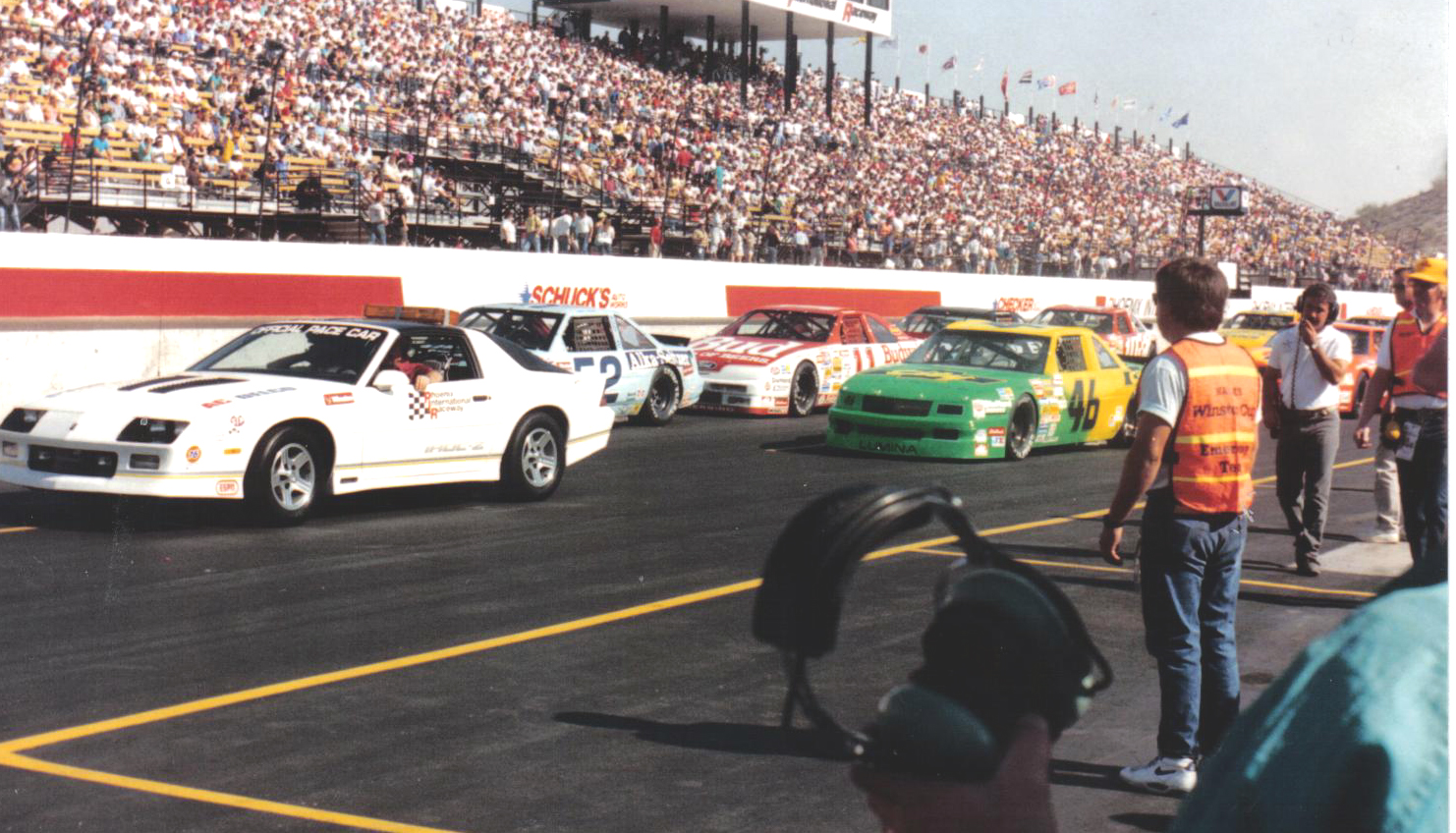
Tournage en 1989 sur le circuit Phoenix International Raceway

Originaire d'Eagle Rock, Cole Trickle (Tom Cruise) est un pilote de talent mené par l'impérieux besoin d'être le meilleur. Alors qu'il n'officiait que dans des monoplaces, il est repéré par Tim Daland (Randy Quaid), propriétaire d'une petite écurie de NASCAR. Cole va faire équipe avec un entraîneur et mécanicien légendaire, Harry Hogge (Robert Duvall). L'objectif de l'équipe, qui recherche des sponsors, est de gagner à tout prix le mythique Daytona 500. Mais un terrible accident se produit. Cole, avec sa voiture no 46 percute son « meilleur ennemi » sur la piste Rowdy Burns (Michael Rooker), voiture no 51, et ils partent tous les deux pour l'hôpital. Malgré leur rivalité passée, les deux hommes finiront par devenir de très bons amis.
Avec l'aide de la belle doctoresse Claire Lewicki (Nicole Kidman), il va réapprendre à se concentrer, retrouver le courage nécessaire pour courir ainsi que l'envie de gagner. Mais lorsque Cole revient à la compétition, Tim Daland lui a déjà trouvé un remplaçant, Russ Wheeler (Cary Elwes). Cole ne supporte pas d'être mis au rang de second pilote et il va percuter Russ à la fin d'une course, ce qui va entraîner son licenciement et celui de son entraîneur, Harry Hodge. Par la suite, on apprend que Rowdy Burns ne pourra plus jamais revenir sur la piste car il souffre d'une hémorragie interne au cerveau. Il demande alors à Cole Trickle de gagner le Daytona 500 sur sa voiture no 51. Cole accepte et réussit à convaincre Harry de revenir sur le circuit avec lui.
La voiture est prête à temps mais, avant la course, Harry s'aperçoit qu'il y a une fuite d'huile sur la voiture. Tim Daland, qui n'a pas oublié ce que Cole et Harry ont fait pour son écurie, donne alors un moteur à Harry pour la voiture. À la suite d'un autre problème pendant la course, Cole est obligé de s'arrêter à son stand. Il doit absolument repartir le plus vite possible sous peine d'avoir un tour de retard sur les premiers et de perdre ainsi toute chance de victoire. Il repart à temps grâce aux mécaniciens de son écurie et à Tim Daland qui a ordonné à ses mécaniciens d'aller pousser la voiture avec lui et avec les mécaniciens de Harry. Tim Daland dira ensuite pour justifier son geste : « C'est mon moteur qui est là dedans, je lui ai donné ce putain de moteur. C'est pour ça que j'ai poussé la bagnole... ». Cole finira par gagner la course, devançant de justesse Russ Wheeler au dernier virage du dernier tour.

## Fiche technique
Sauf indication contraire, les informations mentionnées dans cette section peuvent être confirmées par la base de données cinématographiques IMDb,  présente dans la section « Liens externes ».
- Titre français : Jours de tonnerre
- Titre original : Days of Thunder
- Réalisateur : Tony Scott
- Scénario : Robert Towne, d'après une histoire de Robert Towne et Tom Cruise
- Musique : Hans Zimmer
- Photographie : Ward Russell
- Montage : Robert C. Jones, Chris Lebenzon, Bert Lovitt, Michael Tronick, Stuart Waks et Billy Weber
- Direction artistique : Thomas E. Sanders et Benjamín Fernández
- Costumes : Susan Becker
- Production : Jerry Bruckheimer et Don Simpson
- Producteur délégué : Gerald R. Molen
- Sociétés de production : Don Simpson/Jerry Bruckheimer Films et Paramount Pictures
- Sociétés de distribution : Paramount Pictures (États-Unis), United International Pictures (France)
- Budget : 60 000 000 USD[1]
- Format : couleur — 35 mm — 2,35:1 — son Dolby
- Genres : drame, action, sport
- Dates de sortie[2] : 
  - États-Unis : 27 juin 1990
  - France : 24 octobre 1990

## Distribution
- Tom Cruise (VF : Patrick Poivey) : Cole Trickle
- Robert Duvall (VF : Claude Brosset) : Harry Hogge
- Nicole Kidman (VF : Anne Deleuze) : Dr Claire Lewicki
- Randy Quaid (VF : Pascal Renwick) : Tim Daland
- Michael Rooker (VF : Dominique Collignon-Maurin) : Rowdy Burns
- Cary Elwes (VF : Emmanuel Karsen) : Russ Wheeler
- Fred Dalton Thompson (VF : Sady Rebbot) : Big John
- John C. Reilly (VF : Jacques Bouanich) : Buck Bretherton
- Don Simpson (VF : Marc Alfos) : Aldo Bennedetti
- Caroline Williams : Jennie Burns
- Chris Ellis : Harlem Hoogerhyde
- Peter Appel : un membre de l'équipage de Cole
- Margo Martindale : Donna
- Leilani Sarelle : l'officier sexy de la police
- J. C. Quinn : Waddell
- Barbara Garrick : Lauren Daland

Caméos de personnalités du monde automobile
- Rusty Wallace (VF : José Luccioni)
- Richard Petty
- Harry P. Gant
- Neil Bonnett
- Jerry Punch : l'annonceur Nascar on ESPN

## Production

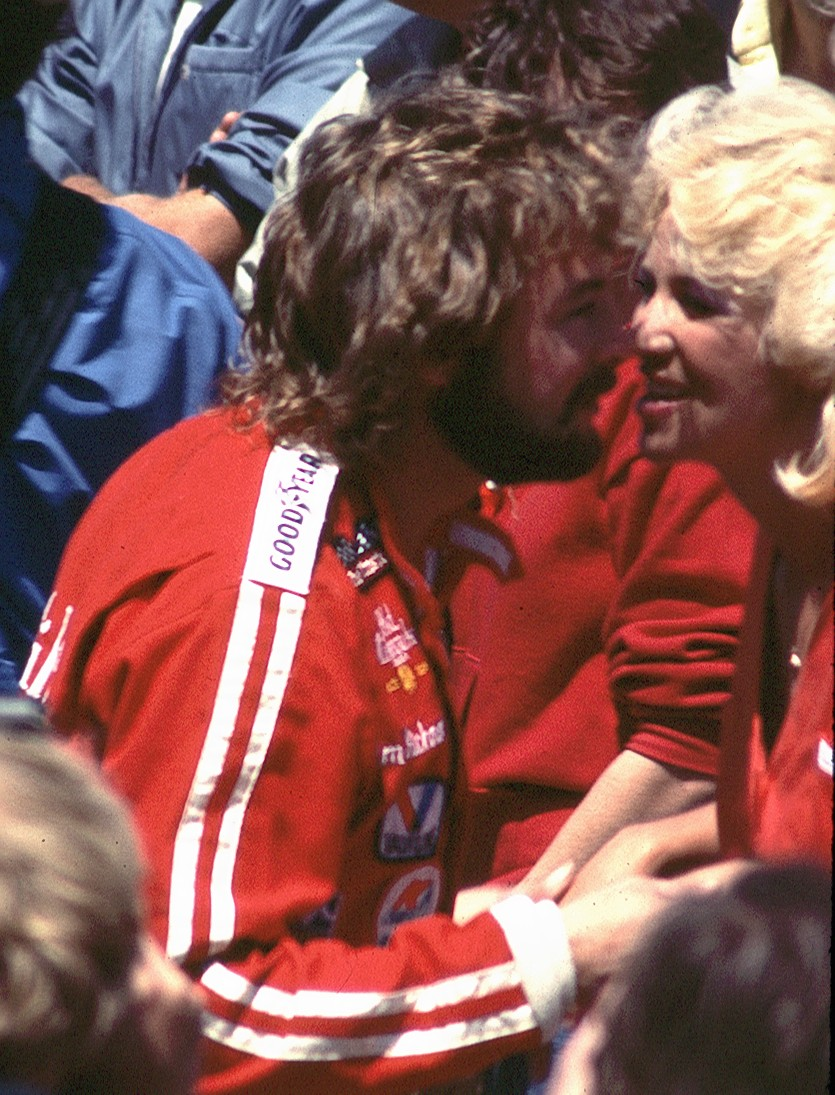
Le pilote Tim Richmond a inspiré en partie le personnage principal.

### Genèse et développement
L'idée d'origine est imaginée par Robert Towne et Tom Cruise. Le scénario n'est pas basé sur une véritable histoire mais s'inspire principalement du pilote Tim Richmond (en) et sa relation avec Harry Hyde (en) et Rick Hendrick. Le scénario s'inspire par ailleurs de nombreux évènements du NASCAR. Le nom du personnage principal est par ailleurs un hommage à Dick Trickle (en),.

### Attribution des rôles
Robin Wright a été envisagée pour le rôle de Claire Lewicki mais n'était pas disponible pour le tournage. Le rôle aurait par ailleurs été refusé par de nombreuses actrices comme Sarah Jessica Parker, Julia Roberts, Meg Ryan, Brooke Shields, Sharon Stone, Heather Locklear, Sandra Bullock ou encore Jodie Foster.
Le rôle de Tim Daland a quant à lui été proposé à Tom Sizemore, avant de revenir à Randy Quaid.
L'un des producteurs, Don Simpson, incarne Aldo Bennedetti. Son rôle devait à l'origine être plus important.

### Tournage
Le tournage a eu lieu du 11 décembre 1989 au 7 mai 1990 en Caroline du Nord (Charlotte, North Wilkesboro Speedway), en Caroline du Sud (Darlington Raceway), en Floride (Daytona International Speedway, DeLand), dans le Tennessee (Bristol Motor Speedway), dans l'Utah (Magna), en Arizona (Phoenix International Raceway).
Les voitures utilisées dans le film sont celles du team Hendrick Motorsport, multiples champions de NASCAR[réf. nécessaire].
Les pilotes Bobby_Hamilton (en) (1989-2005) et Tommy_Ellis (en) (1976-1991) étaient les doublures de Tom Cruise, Michael Rooker et Cary Elwes[réf. nécessaire].

### Musique

#### Music from the Motion Picture
Un album de chansons pop rock sort en juin 1990. Il inclut des titres d'artistes comme Elton John, Cher. Le groupe Guns N' Roses y interprète notamment une reprise de Knockin' on Heaven's Door de Bob Dylan, qui figure également sur leur album Use Your Illusion II. En parallèle à cet album, le titre Show Me Heaven de Maria McKee est sorti en single.
| 1.  | The Last Note of Freedom  | Billy Idol, Hans Zimmer                     | David Coverdale             | 4:45 |
| 2.  | Deal for Life             | Ron Nevison, Martin Page, Bernie Taupin     | John Waite                  | 4:35 |
| 3.  | Break Through the Barrier | Gardner Cole, André Cymone                  | Tina Turner                 | 4:47 |
| 4.  | Hearts in Trouble         | Bill Champlin, Kevin Dukes, Dennis Matkosky | Chicago                     | 5:16 |
| 5.  | Trail of Broken Hearts    | Bruce Foster, Richie Sambora                | Cher                        | 4:33 |
| 6.  | Knockin' on Heaven's Door | Bob Dylan                                   | Guns N' Roses               | 5:35 |
| 7.  | You Gotta Love Someone    | Elton John, Bernie Taupin                   | Elton John                  | 5:01 |
| 8.  | Show Me Heaven            | Maria McKee, Jay Rifkin                     | Maria McKee                 | 3:56 |
| 9.  | Thunderbox                |                                             | Apollo Smile                | 3:47 |
| 10. | Long Live the Night       | Randy Cantor, Michael Caruso, Joan Jett     | Joan Jett & The Blackhearts | 3:55 |
| 11. | Gimme Some Lovin'         | Spencer Davis, Muff Winwood, Steve Winwood  | The Spencer Davis Group     | 5:02 |

#### Original score
La musique originale composée pour le film par Hans Zimmer, épaulé par Jeff Beck à la guitare, sortira d'abord en bootlegs non officiels, avant d'être commercialisée par La-La Land Records en 2013, en édition spéciale limitée à 3 000 exemplaires. L'album est par ailleurs dédié à la mémoire du réalisateur Tony Scott, décédé en 2012.
Liste des titres
1. Days of Thunder (Main Title) (3:08)
2. Rowdy Drives/Who Is This Driver? (02:06)
3. Let Me Drive/Cole Drives Rowdy's Car (02:26)
4. Car Building (02:05)
5. Darlington - Cole Wins (04:47)
6. You're Home/Daytona Race/The Crash (03:29)
7. The Hospital (02:20)
8. Wheelchair Race (00:37)
9. Rental Car Race (03:50)
10. Claire Arrives at Her Apartment (01:55)
11. Physical Kiss (01:05)
12. Cole Blows His Engine (01:10)
13. Wheeler/Cole Smashes (02:25)
14. Cole at the Laundry/Cole Agrees to Drive Rowdy's Car (02:11)
15. Cole and Harry Fight/Harry Talks to Car (02:52)
16. Cole in Truck/Pre-Race (03:52)
17. The Last Race (10:20)
18. "The Last Note of Freedom" (04:57) - interprété par David Coverdale
19. The Hospital (alternate) (02:21)
20. Wheelchair Race (alternate) (00:38)
21. Claire Arrives at Her Apartment (alternate ending) (01:53)
22. Cole Blows His Engine (alternate) (01:12)
23. Pre-Race (alternate mix) (02:25)
24. Days of Thunder (Main Title) (rock arrangement) (04:59)

## Sortie et accueil

### Accueil critique
Sur l'agrégateur américain Rotten Tomatoes, le film récolte 39 % d'opinions favorables pour 62 critiques. Sur Metacritic, il obtient une note moyenne de 60⁄100 pour 16 critiques.
La sortie de ce film en 1990 marque un tournant dans la carrière de Tom Cruise vis-à-vis de ses pairs puisqu'il symbolise pour certains critiques de renom du « film de trop » pour l'acteur. Accusé par nombre de ses pairs de se mettre en scène de manière égocentrique et arrogante dans nombre de ses films depuis Top Gun.

### Box-office
| Pays ou région     | Box-office        | Date d'arrêt du box-office | Nombre de semaines |
| ------------------ | ----------------- | -------------------------- | ------------------ |
| États-Unis, Canada | 82 670 733 $      | 16 août 1990               | 7                  |
| France             | 1 385 536 entrées | -                          | -                  |
| Total mondial      | 87 163 545 $      |                            |                    |

## Distinctions

### Récompense
- BMI Film and TV Awards 1991 : BMI Film Music Award pour Hans Zimmer[16]

### Nomination
- Oscars 1991 : meilleur son pour Charles M. Wilborn (en), Donald O. Mitchell, Rick Kline (en) et Kevin O'Connell (en)

## Adaptations
Le film a fait l'objet de trois adaptations en jeu vidéo :
- Days of Thunder en 1990
- Days of Thunder en 2009
- Days of Thunder (en) en 2011